# SuperTuxKart

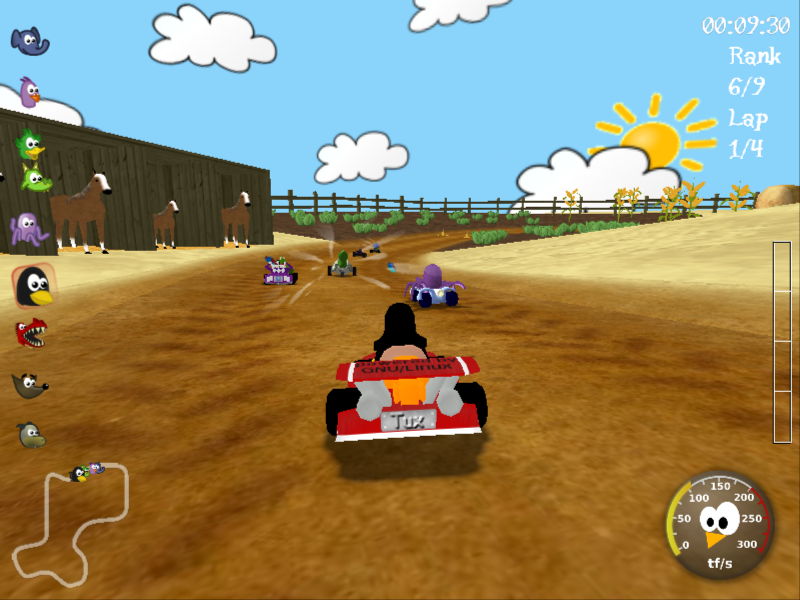
SuperTuxKart 0.7, запущений у Linux

SuperTuxKart, STK — вільна відеогра, аркадні автоперегони в 3D, виникла як відгалуження гри TuxKart. В свою чергу, TuxKart порівнюють з давнішою грою компанії Nintendo для ігрових приставок — Mario Kart.
Гра написана на мові C++, для виведення звуку задіяний OpenAL. Починаючи з версії 0.7 гра більше не потребує бібліотек SDL та PLIB — гра перейшла на використання графічного рушія Irrlicht.
Графіка STK, вигляд автотреків та персонажів виконані в мультиплікаційному стилі. В перегонах беруть участь герої схожі на емблеми відомих програмних проєктів. Крім Tux'а, який представляє Linux, на трасі можна зустріти восьминога Gooey, дракона Mozilla, Wilber'a (GIMP), антилопу GNU та інших.

## Історія проєкту
TuxKart, перегони, головний герой яких — пінгвіненя Tux, були започтаковані Стівом Бейкером. У 2000-му році програмний проєкт завершився з виходом у березні 2004-го версії 0.4.0. У червні 2004-го року група розробників Game of the Month team почала роботу зі вдосконалення TuxKart. За півроку були внесені зміни в графічне оформлення гри, але програмний код став надто нестабільним. Крім того суперечки призвели до згортання робіт і з грудня 2004-го по 2006-й рік проєкт вважався «мертвим».
З 2006-го року оживити проєкт узявся Жорж Генрікс (Joerg Henrichs, aka hiker), він звільнив код від баґів і в вересні 2006-го вийшов перший реліз гри. В наступні роки покращуються якості звуку, «фізичних параметрів» гри, з'являються нові траси та персонажі, гра стає доступною для користувачів Mac OS. З 2007-го року SuperTuxKart збирає гарні відгуки користувачів та спеціалізованих інтернет-видань, присвячених вільному ПЗ.

## Оцінки і відгуки
Full Circle Magazine назвав STK у п'ятірці найкращих ігор-автоперегонів для Лінукс, характеризуючи як таку, що підходить «для втомлених реалістичними симуляторами».
Linux Format прокоментували гру: „помітно чудові поліпшення трас, фізики, обробка вводу та музики“, розрахований на багато користувачів режим гри „повертає вас назад, до радощів 8-бітних ігор на приставках“. Linux Links включив гру SuperTuxKart в список аркадних ігор свого „Top 100 вільних ігор для Linux“.

## Зовнішні посилання
- Вебсайт SuperTuxKart [Архівовано 17 грудня 2008 у Wayback Machine.](англ.)
- Блоґ SuperTuxKart [Архівовано 15 червня 2011 у Wayback Machine.](англ.)
- Відеозапис геймплею SuperTuxKart 0.7 [Архівовано 25 грудня 2010 у Wayback Machine.]
- Історія SuperTuxKart на сайті проєкту [Архівовано 2 вересня 2011 у Wayback Machine.] (англ.)